# Uwe Schöning
Uwe Schöning (* 28. Dezember 1955 in Ulm) ist ein deutscher Informatiker. Er war zuletzt Professor für theoretische Informatik an der Universität Ulm und ist Autor von Fachpublikationen und Lehrbüchern. 
Schöning studierte von 1975 bis 1980 Informatik (mit dem Vertiefungsgebiet theoretische Informatik) und Elektrotechnik (Nebenfach) an der Universität Stuttgart. 1981 folgte die Promotion. 1985 schloss er seine Habilitation in Stuttgart ab und erhielt einen Ruf auf eine Professur an der Universität Koblenz. 1989 bis zu seinem Ruhestand 2021 hatte Schöning eine C4-Professur an der Universität Ulm inne. Schöning wurde am 15. Januar 1999 der Landeslehrpreis Baden-Württemberg des Jahres 1998 verliehen. 1999 erfand er einen häufig zitierten, randomisierten SAT-Algorithmus.

## Schriften
- Complexity and Structure. Lecture Notes in Computer Science 211. Springer-Verlag, Berlin 1986, ISBN 3-540-16079-5, doi:10.1007/3-540-16079-5.
- Logik für Informatiker. Bibl. Institut Wissenschaftsverlag, 1987, ISBN 3-411-03164-6.
- Logic for Computer Scientists. Birkhäuser Verlag, Boston, 1989, ISBN 3-7643-3453-3, doi:10.1007/978-0-8176-4763-6.
- Theoretische Informatik – kurz gefasst. Bibl. Institut Wissenschaftsverlag, 1992, ISBN 3-411-15641-4.
- hrsg. mit Klaus Ambos-Spies, Steven Homer: Complexity Theory: Current Research. Cambridge University Press, 1993.
- Johannes Köbler, Uwe Schöning, Jacobo Torán: The Graph Isomorphism Problem: Its Structural Complexity. Birkhäuser Verlag, Boston 1993, ISBN 3-7643-3680-3.
- Perlen der Theoretischen Informatik. Bibl. Institut Wissenschaftsverlag, 1995, ISBN 3-411-17331-9.
- Algorithmen – kurz gefasst. Spektrum Akademischer Verlag, 1997.
- mit Randall J. Pruim: Gems of Theoretical Computer Science, Springer-Verlag, 1998, ISBN 3-540-64425-3 (englische Übersetzung der Perlen der Theoretischen Informatik).
- Algorithmik. Spektrum Akademischer Verlag, 2001, ISBN 3-8274-1092-4.
- Ideen der Informatik. Oldenbourg Verlag, 2002, ISBN 3-486-25899-0.
- mit Hans A. Kestler: Mathe-Toolbox: Mathematische Notationen, Grundbegriffe und Beweismethoden. Lehmanns Media, 2010, ISBN 978-3-86541-369-7.